# Kowalowy Gród
Kowalowy Gród – kolonia w Polsce położona w województwie podlaskim, w powiecie białostockim, w gminie Michałowo.
W latach 1975–1998 miejscowość administracyjnie należała do województwa białostockiego.